# 보 느엉 랄롯

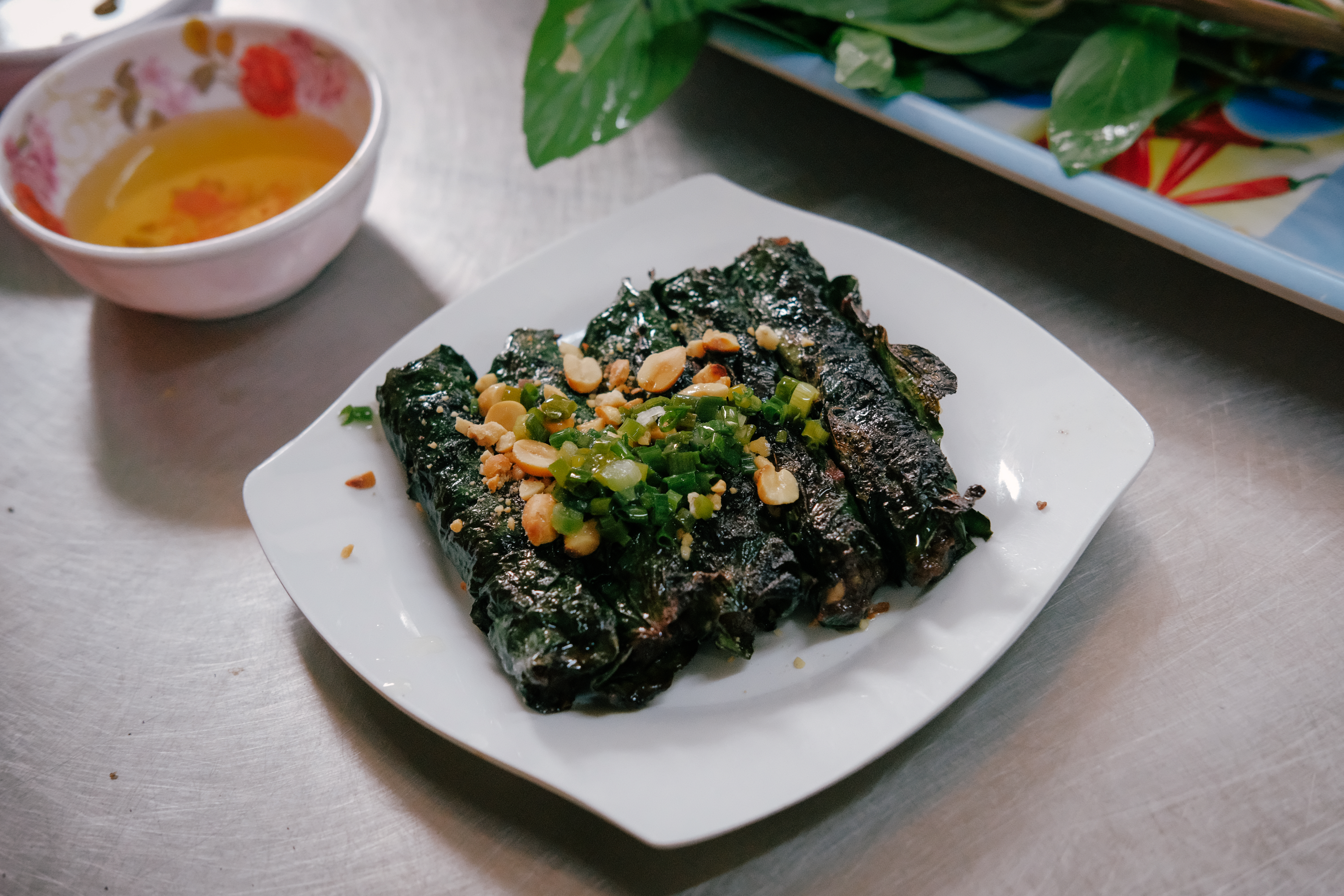
보 느엉 랄롯

보 느엉 랄롯(베트남어: bò nướng lá lốt)은 베트남의 고기 요리이다. 다진 쇠고기를 양념해서 "랄롯"이라 불리는 산구장 잎에 싼 다음 구운 요리로, 호찌민을 비롯한 베트남 남부 지방에서 인기가 많다. 쇠고기는 샬롯, 마늘, 레몬그래스, 느억 맘(어장), 설탕, 후추, 오향분 등으로 양념하며, 산구장 잎에 싸서 숯불에 직화구이한다. 구운 땅콩을 부수어 올리고 파기름을 뿌려 낸다. 보통 쌀국수(주로 분 또는 바인 호이), 잎채소·허브(상추, 민트, 타이바질, 띠어또 등), 채소 절임(무와 당근), 과일·채소(카람볼라, 풋바나나, 오이, 파인애플), 바인 짱(라이스 페이퍼), 느억 쩜 등을 곁들인다.
보 느엉 랄롯은 전통 코스 요리인 보 바이 몬의 다섯 번째 코스이기도 하며, 바인 미 샌드위치에 들어가기도 한다.

## 이름
베트남어 "보(bò)"는 "쇠고기"를 일컫는 말이며, "느엉(nướng)"은 "굽다"를, "랄롯(lá lốt)"은 "산구장"을 뜻한다.

## 같이 보기
- 짜 랄롯
- 사르마